# 埃米尔·劳施
埃米尔·A·劳施（德語：Emil A. Rausch，1883年9月11日—1954年12月14日），德国前男子游泳运动员，擅长自由式。他曾参加1904年夏季奥运会游泳比赛，并获得男子1英里自由泳金牌。他也参加了1906年届间运动会。